# Capo dei capi

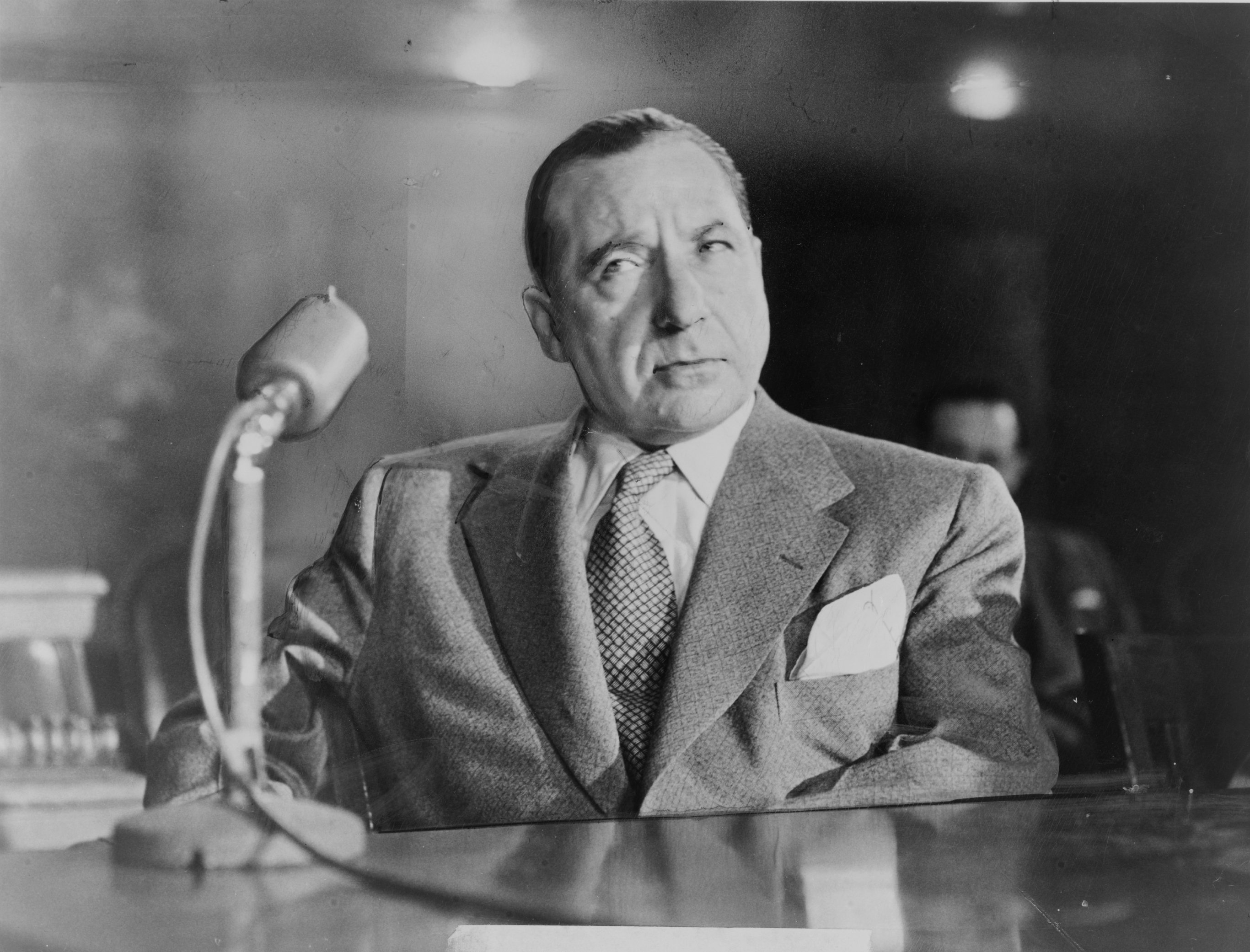
Frank Costello během výslechu před Kefauverovou senátní komisí

Capo dei capi anebo kmotr (italsky Padrino) je italský termín pro „bosse všech bossů“. V prostředí organizovaného zločinu označuje nejmocnějšího šéfa, vůdce sicilské nebo americké mafie. Termín zavedla Kefauverova senátní komise (anglicky Kefauver Commission) v roce 1950.